# Antiphonus capensis
Antiphonus capensis är en mångfotingart som beskrevs av Lawrence 1959. Antiphonus capensis ingår i släktet Antiphonus och familjen Gomphodesmidae. Inga underarter finns listade i Catalogue of Life.